# Sogny-en-l'Angle
Sogny-en-l'Angle é uma comuna francesa na região administrativa do Grande Leste, no departamento de Marne. Estende-se por uma área de 6.66 km², e possui 68 habitantes, segundo o censo de 2018, com uma densidade de 10 hab/km².